# Hendrik Verschuring

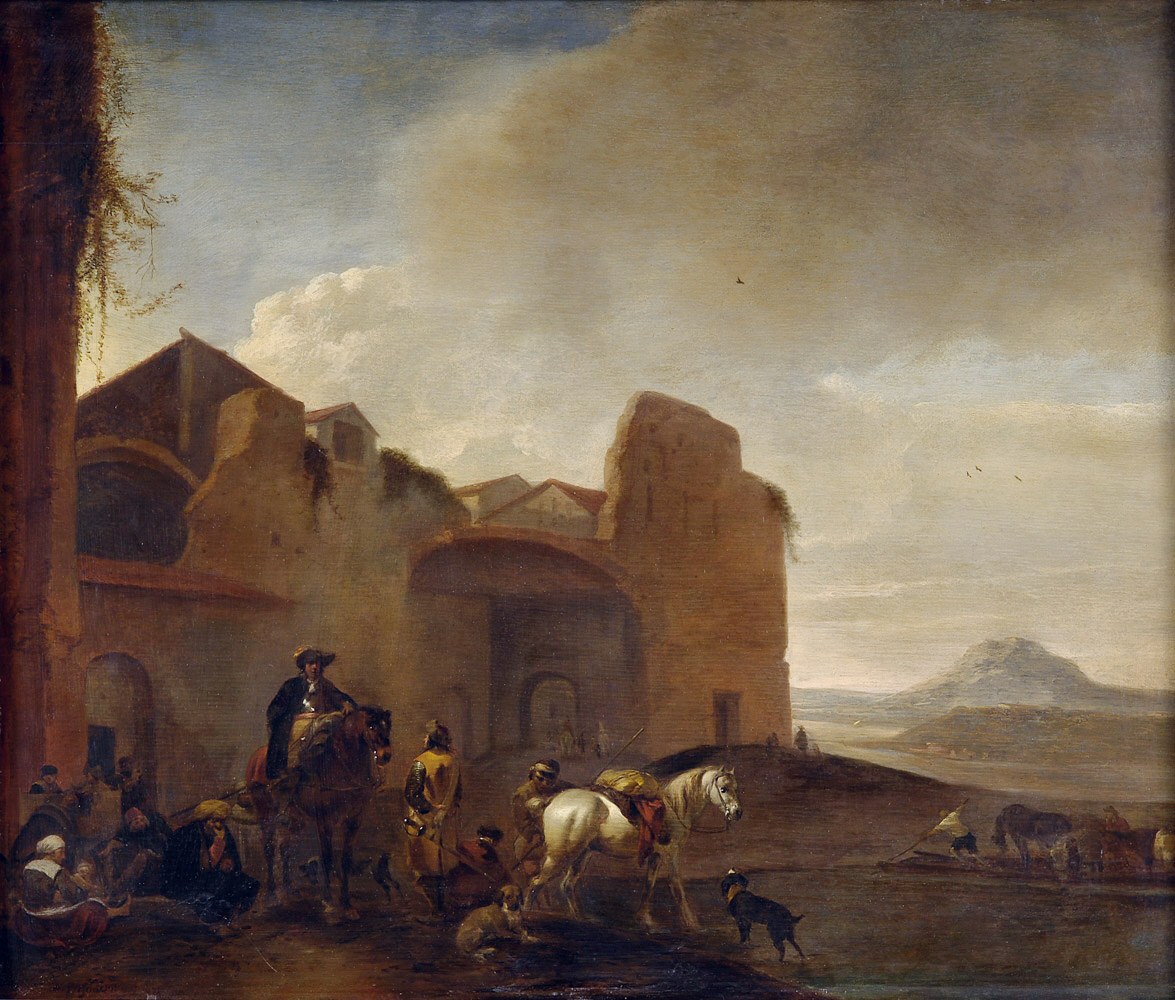
Hendrik Verschuring, Drukte bij de stadspoort, 1675

Hendrik Verschuring (Gorinchem, 2 november 1627 – Dordrecht, 26 april 1690) was een Nederlandse schilder van landschappen. Verschuring was een leraar van onder anderen zijn zoon Willem Verschuring en Mattheus Wijtmans.

## Biografie
Verschuring werd leerling van Dirkc Govertsz op achtjarige leeftijd. Op dertienjarige leeftijd werd hij leerling van Jan Both in Utrecht. Na zes jaar verliet hij Utrecht en vertrok naar Rome. Daar verbleef hij aanvankelijk tien jaar. Op zijn terugreis naar de Republiek der Zeven Verenigde Nederlanden ontmoette hij Joan Huydecoper, de zoon van de Amsterdamse burgemeester Huydecoper van Maarsseveen. Huydecoper was op reis naar Italië en vroeg Verschuring om zijn gids te zijn. Verschuring besloot uiteindelijk om nog drie jaar in Italië te blijven. In 1659 keerde hij terug naar Gorinchem. In 1672 (het rampjaar) werd hij lid van Gorinchemse vroedschap. Later werd hij burgemeester. Op 26 april 1690 verdronk hij in de rivier de Merwede in de buurt van Dordrecht op doortocht naar Rotterdam. Verschuring is vooral bekend in de Baltische staten.

## Werken
Verschuring behoort tot de tweede lichting Italianisanten. Niet alleen schilderde Verschuring Italiaanse landschappen maar ook ruitergevechten en portretten. Werken van Verschuring hangen onder andere in het Louvre, The National Gallery, Museum Bredisu en de Mercer Art Gallery.